# Jobhopping
Jobhopping of jobhoppen is een term die wordt gebruikt om aan te geven dat iemand steeds verandert van werk. Vaak is het motief een hoger loon en/of een betere functie te krijgen. Vooral gedurende de internethype was jobhoppen onder IT'ers erg populair.

## Redenen
Jobhopping kan een teken van een aantrekkende economie zijn. Pushfactoren voor werknemers zijn onvrede over de huidige job (salariëring, promotie, werkdruk), en pullfactoren zijn de verwachting dat dit elders beter is. Bovendien wordt de factor arbeid schaarser (bedrijven komen mensen te kort omdat ze door de aantrekkende economie veel opdrachten krijgen) en beconcurreren ze elkaar op salaris en secundaire voorwaarden in de strijd om werknemers te werven. Om deze reden floreert de arbeidsbemiddeling; bovendien draagt deze een extra steentje aan jobhopping bij door actief kandidaten te benaderen (headhunten). Dit was wat een rol speelde bij het jobhoppen van IT'ers: hun diensten waren gewild, bedrijven en recruiters maakten actief jacht op hen, en bij de geringste onvrede konden ze elders op betere voorwaarden aan de slag.
Flexwerkers als uitzendkrachten, deeltijdwerkers, schijnzelfstandigen, gedetacheerden en oproepkrachten vormen een andere categorie. Zij vertonen vaak dit gedrag, vanwege hun tijdelijke of onzekere of slechte arbeidscontracten. In dit geval geschiedt het jobhoppen niet vrijwillig en is het een teken van economische malaise. Wanneer de economie aantrekt of deze groep hun positie middels werkervaring of diploma's verbeterd heeft, kunnen ze doorschuiven naar vaste contracten. 

## Voordelig of niet?
Jobhoppen kan in een aantrekkende economie voordelig zijn, om op deze wijze het maximaal haalbare salaris uit een baan te halen. Het is een mogelijkheid om bij een ander bedrijf een promotie of salarisverhoging te krijgen die men anders nooit gekregen zou hebben. Op langere termijn is veelvuldig jobhoppen eerder nadelig, omdat men nergens lang genoeg blijft om structurele ervaring over het bedrijf, klanten, dossiers of projecten op te doen. Dit kan gevolgen hebben voor de kwaliteit van de werkervaring, en de reputatie van de werknemer negatief beïnvloeden. Ook kan dit tot een verhoogd risico op (onbedoelde) overtredingen leiden (privacylekken, overtreding van ISO-standaarden, overtreding van antiwitwaswetgeving). 
Een ander gevolg van jobhoppen is dat de focus van werkgevers naar de korte termijn verschuift; er is geen motivatie meer om in de carrière of ontwikkeling van werknemers te investeren, want ze blijven toch niet. Dit kan tot een vicieuze cirkel leiden, want de werknemers kunnen dan op hun beurt redeneren dat ze niet geneigd zijn langdurig te blijven omdat er geen aandacht is voor hun carrière of ontwikkeling.

## Jobhoppen stoppen?
Werkgevers proberen soms jobhoppen te beperken door middel van non-concurrentiebedingen in arbeidscontracten en non-sollicitatiebedingen met klanten en bij overnames. De werking van deze bedingen is in de meeste landen echter zeer beperkt, omdat een rechter altijd zal meewegen dat een werknemer de kans moet houden zijn beroep uit te oefenen en een en ander kan botsen met de principes van contractvrijheid en de vrijheden uit het Europees recht.